# .ms
.ms è il dominio di primo livello nazionale assegnato a Montserrat.
Microsoft ha registrato il dominio aka.ms e lo usa per numerose abbreviazioni di URL. Il New York Times possiede il dominio nyti.ms. Nel 2016 la famiglia di Michael Schumacher ha registrato il dominio keepfighting.ms.